# William Friedrich
William Friedrich (Berlino, 17 giugno 1876 – ...) è stato un ginnasta e multiplista statunitense.

## Carriera
Friedrich partecipò ai Giochi olimpici di Saint Louis 1904 nelle gare di triathlon e ginnastica. Giunse dodicesimo nel concorso a squadre, centodiciottesimo nel concorso generale individuale, centodiciassettesimo nel triathlon e centoseiesimo nel concorso a tre eventi.